# 南梁镇 (翼城县)
南梁镇，是中华人民共和国山西省临汾市翼城县下辖的一个乡镇级行政单位。2019年被评为中国文化百强镇。

## 行政区划
南梁镇下辖以下地区：
红泉社区、南梁村、南坡村、北坡村、牛家坡村、涧峡村、故城村、西堡村、东尹村、南常村、上白马村、合福村、庄里村、武池村、北常村、张言社村、东王村、西王村、南史村、马册村、凸里村、西张村、东郑村、西郑村、冯史村、西贺水村、中贺水村、梁壁村、南岭村、兴岭村和北梁村。

## 全国重点文物保护单位
南梁古城遗址：位于故城村。遗址为新石器时代，其中龙山文化中晚期遗存相当丰富。